# Leiodere torreyana
Leiodere torreyana är en mångfotingart som beskrevs av Loomis 1938. Leiodere torreyana ingår i släktet Leiodere och familjen Cambalidae. Inga underarter finns listade i Catalogue of Life.